# Piège à San Francisco
Pour plus de détails, voir Fiche technique et Distribution.
Piège à San Francisco (The Counterfeit Killer) est un film américain réalisé par Józef Lejtes, sorti en 1968.

## Synopsis
À San Francisco, des clandestins fraîchement débarqués sont retrouvés assassinés. Le gouvernement américain décide d'envoyer sur place l'agent Don Owens avec mission d'infiltrer une bande de mafieux, commanditaires des meurtres, sous le nom de Jack Smitty...

## Fiche technique
- Titre français : Piège à San Francisco
- Titre original : The Counterfeit Killer
- Réalisation : Józef Lejtes
- Scénario : Steven Bochco et Harold Clements
- Musique : Quincy Jones
- Photographie : Benjamin H. Kline et John F. Warren
- Montage : Tony Martinelli
- Production : Harry Tatelman
- Société de production : Morpics
- Société de distribution : Universal Pictures
- Genre : Policier
- Pays :  États-Unis
- Langue : Anglais
- Format : Couleur - Mono - 35 mm - 1.33:1
- Durée : 95 min
- Date de sortie :
  -  États-Unis : Mai 1968
  -  France : 11 septembre 1968
- Affiche : Constantin Belinsky (France)

## Distribution
- Jack Lord (VF : Jean-Claude Michel) : Don Owens / Jack Smitty
- Shirley Knight : Angie Peterson
- Jack Weston (VF : Jacques Dynam) : Randolph Riker
- Charles Drake (VF : Michel Gatineau) : Dolan
- Joseph Wiseman (VF : Pierre Loray) : Rajeski
- Don Hanmer (VF : Philippe Dumat) : O'Hara
- George Tyne (VF : Claude Bertrand) : George
- Cal Bartlett : Reggie
- Hans Heyde (VF : Philippe Mareuil) : Keyser
- Mercedes McCambridge (VF : Lita Recio) : Frances Collins (Fernande Smith en VF)
- Robert Pine (VF : Jacques Thébault) : Ed
- L.Q. Jones (VF : Jacques Ferrière) : James Lacey, le concierge de l'hôtel
- David Renard (VF : Albert Augier) : l'ambulancier
- Nicholas Colasanto (VF : Yves Brainville) : le fonctionnaire de police embarquant Owens